# 王遜 (洪武乙丑進士)
王逊，字谦伯，直隶昆山（今江苏昆山市）人。明朝政治人物，官至御史。

## 生平
王逊于洪武十八年中進士。任监察御史，为官刚毅刻薄，无宽容之心，别人曾劝其不宜如此，否得后祸，其反而称为人应当不竭，不宜逃避。后因连坐入狱。